# Artículo 19
Artículo 19 (en inglés Article 19) es una organización fundada en 1987 de ámbito internacional que defiende la libertad de expresión y el derecho a la información. Toma su nombre del artículo 19 de la Declaración Universal de los Derechos Humanos, la cual proclama la libertad de expresión. 
La organización tiene su sede central en Londres y está registrada en Estados Unidos, Reino Unido, Bangladés, Brasil, Kenia, México, Senegal y Túnez. Destaca también por la investigación y seguimiento de la situación del periodismo en México denunciando secuestros y asesinatos y las amenazas recibidas por quienes defienden los derechos ambientales.  En Brasil la organización está presente desde 2007 con el nombre de Artigo19.
Entre las actividades que realiza están la realización de campañas para salvaguardar el pluralismo de los medios de comunicación, la independencia y la diversidad de opinión.
La organización publica un informe anual sobre la libertad de expresión y de información en el mundo. En 2017 presentó el informe "Defender el derecho a la palabra y el derecho a saber" en el que se denuncia que el discurso político en todo el mundo ha sido definido a menudo por la xenofobia, la homofobia, la misoginia, el populismo y el nacionalismo, así como conceptos nuevos como la política de la posverdad y el antiintelectualismo ".

## Historia
La organización fue impulsada por los hijos del empresario y filántropo estadounidense J. Roderick MacArthur quien originalmente pensó fundar una organización que defendiera la libertad de expresión. En 1984 tras su muerte sus hijos se pusieron en contacto con el abogado en libertades civiles de Nueva York y exdirector de la ACLU, Aryeh Neier, quien comisionó a Martin Ennals, exdirector de Amnistía Internacional, para que desarrollara la propuesta de una nueva organización a llamarse Article 19. 
El primer director ejecutivo de la organización fue el activista Kevin Boyle (1987-1989). Le siguieron Frances D'Souza (1989-2002), Andrew Puddephatt (2003-2004), Agnès Callmard (2004-2013), Thomas Hughes (2013 - 2019) y en la actualidad es Quinn McKew Archivado el 31 de marzo de 2022 en Wayback Machine. (2020-).

## Actividades
Artículo 19 monitoriza las amenazas a la libertad de expresión en todo el mundo; presiona a los gobiernos para que adopten leyes que se ajusten a las normas internacionales de libertad de expresión; y redacta normas legales que refuercen los medios de comunicación, la radiodifusión pública, la libre expresión y el acceso a la información mantenida por el gobierno. 
También produce análisis jurídicos y críticas de las leyes nacionales, incluidas las leyes de los medios de comunicación. Además, Artículo 19 interviene en casos de personas o grupos cuyos derechos han sido violados; y presta apoyo a organizaciones no gubernamentales, jueces y abogados, periodistas, propietarios de medios de comunicación, abogados de medios de comunicación, funcionarios públicos y parlamentarios.

## Organización

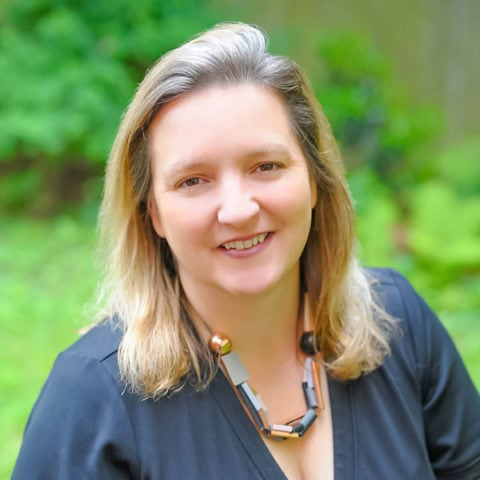
Quinn McKew - Directora Ejecutiva de ARTICLE 19

El trabajo del Artículo 19 está organizado en cinco Programas Regionales: África, Asia, Europa, América Latina, Medio Oriente, un Programa de Derecho y un Programa Digital. Cuenta con más de 100 integrantes y oficinas regionales en Bangladés, Birmania, Brasil, Kenia, México, Senegal y Túnez. Trabaja en asociación con casi 100 organizaciones en más de 60 países alrededor del mundo.
La sede central de Artículo 19 está en Londres. Desde 2020 la directora ejecutiva de la organización es Quinn McKew Archivado el 31 de marzo de 2022 en Wayback Machine..
En las oficinas regionales:
- Bangladés y Sudáfrica: Tahmina Rahman[8]

- México - Centroamérica: Leopoldo Maldonado[9][10] desde 2020

- África del Este - Cuerno de África Henry Maina.[11][12]

- Europa y Asia Central: Sarah Clarke

## Financiación
Entre las organizaciones habituales de financiación se encuentran:
- Swedish International Development Agenda (SIDA)
- Departamento Británico para el Desarrollo Internacional (DFID por sus siglas en inglés)
- Fundación Bill y Melinda Gates
- Fundación Ford
- Fritt Ord
- Open Society Institute (OSI)
- Fundación William and Flora Hewlett
- Embajada de Estados Unidos en México

## Amenazas
En 2013 el director de Artículo 19, Darío Ramírez denunció amenazas en la Oficina para México y Centroamérica de Artículo 19.

## Coaliciones
Artículo 19 es miembro fundador de Intercambio Internacional por la Libertad de Expresión, un centro de intercambio de información para una red mundial de organizaciones no gubernamentales que monitorean las violaciones a la libertad de expresión en todo el mundo. También es miembro del Grupo de Monitoreo de Túnez, una coalición de 21 organizaciones de libertad de expresión que presionó al gobierno tunecino para mejorar su historial de derechos humanos. Y es coordinador del Grupo Internacional de Asociación para Azerbaiyán (IPGA), una coalición de organizaciones internacionales que trabajan para promover y proteger la libertad de expresión en Azerbaiyán.
Artículo 19 es miembro fundador de la red Freedom of Information Advocates (FOIA), un foro mundial que apoya la campaña, promoción y recaudación de fondos para el acceso a la información.

## Publicaciones

### Informes anuales
- Informe 2014 Protecting civil space. Protegiendo el espacio civil[15]

- Informe 2015 Defending freedom of expression and information. En defensa de las libertades de expresión e información[16]
- Informe 2016 "Defending the right to speak and the right to know" Defender el derecho a la palabra y el derecho a saber[17]

### Informes y publicaciones México
- Informe anual 2012: Doble asesinato. La prensa entre la violencia y la impunidad. México (2013)[18]
- Informe anual 2013: México (2014)[19]
- Informe 2013 y 2014: Estado de la censura. México (2015)[20]
- Informe anual 2016: Libertades en Resistencia. México (2017)[21]
- Informe anual 2017: Democracia simulada, nada que aplaudir. México (2018)[22]
- Informe anual 2018: Ante el Silencio, ni borrón ni cuenta nueva, México (2019)[23]
- Informe anual 2019: Disonancia, voces en disputa, México (2020)[24]
- Informe anual 2020: Distorsión: El discurso contra la realidad, México (2021)[25]
- Informe anual 2021: Negación (2022)[26]